# 石花镇
石花镇，是中华人民共和国湖北省襄阳市谷城县下辖的一个乡镇级行政单位。

## 行政区划
石花镇下辖以下地区：
东门街社区、西河街社区、石溪街社区、苍苔街社区、后畈社区、民营经济区社区、大峪桥街社区、老君台社区、界牌垭村、红马庙村、铁庙沟村、黄家营村、平川村、裴家桥村、巩家湾村、杨溪湾村、水星台村、下新店村、周家湾村、施家湾村、彭家湾村、鲍家湾村、蔡家营村、高家冲村、大峪村、邵家楼村、陡坡店村、彪家庙村、土桥沟村、同北庙村、殷畈村、凉水井村、彭家岭村、席家垭村、五家洲村、岩湾村、苍峪村、白家堰村、铜山村、翠花铺村、将军山村、杨家湖村、小坦山村、陈家楼村、龙家沟村和龙湾村。